# Gerres ryukyuensis
Gerres ryukyuensis är en fiskart som beskrevs av Iwatsuki, Kimura och Yoshino 2007. Gerres ryukyuensis ingår i släktet Gerres och familjen Gerreidae. Inga underarter finns listade i Catalogue of Life.